# Misija Argo
Misija Argo (angleško Argo) je ameriški zgodovinski film iz leta 2012, ki ga je režiral Ben Affleck. Scenarij je napisal Chris Terrio in temelji na knjigi operativca CIA Tonyja Mendeza The Master of Disguise iz leta 1999 in časopisnem članku Joshuahe Bearmana »The Great Escape: How the CIA Used a Fake Sci-Fi Flick to Rescue Americans from Tehran« iz časopisa Wired leta 2007. Slednji opisuje operacijo Canadian Caper, v kateri je Mendez vodil reševanje šestih ameriških diplomatov iz Teherana pod pretvezo snemanja znanstvenofantastičnega filma v času Iranske krize s talci med letoma 1979 in 1981. Film so producirali Grant Heslov, Affleck in George Clooney, v glavnih vlogah pa nastopajo Affleck kot Mendez ter Bryan Cranston, Alan Arkin in John Goodman. 
Film je bil premierno prikazan 31. avgusta 2012 na Filmskem festivalu v Telluridu, 12. oktobra pa po ameriških kinematografih. Izkazal se je za finančno zelo uspešnega z več kot 232 milijona USD prihodkov ob 44,5-milijonskem proračunu in dobil tudi dobre ocene kritikov, ki so posebej pohvalili igro nekaterih igralcev, Affleckovo režijo, Terriev scenarij, montažo in Desplatovo glasbo. Na 85. podelitvi je bil nominiran za oskarja v sedmih kategorijah, osvojil pa nagrade za najboljši film, prirejeni scenarij in montažo. Nominiran je bil tudi za pet zlatih globusov in sedem nagrad BAFTA, obakrat je bil nagrajen za najboljši film in režijo. Nekateri kritiki so izpostavili več zgodovinskih netočnosti, posebej zmanjšanje vloge kanadskega veleposlaništva pri reševanju, napačni prikaz zavrnitve pomoči na britanskem in novozelandskem veleposlaništvu ter pretiran prikaz nevarnosti skupine pred begom iz države.

## Vloge
- Ben Affleck kot Tony Mendez
- Bryan Cranston kot Jack O'Donnell
- Alan Arkin kot Lester Siegel
- John Goodman kot John Chambers
- Tate Donovan kot Robert Anders
- Clea DuVall kot Cora Lijek
- Christopher Denham kot Mark Lijek
- Scoot McNairy kot Joe Stafford
- Kerry Bishé kot Kathy Stafford
- Rory Cochrane kot Lee Schatz
- Victor Garber kot Ken Taylor
- Kyle Chandler kot Hamilton Jordan
- Chris Messina kot Malinov
- Željko Ivanek kot Robert Pender
- Titus Welliver kot Jon Bates
- Bob Gunton kot Cyrus Vance
- Richard Kind kot Max Klein
- Richard Dillane kot Peter Nicholls
- Keith Szarabajka kot Adam Engell
- Michael Parks kot Jack Kirby
- Tom Lenk kot Rodd
- Christopher Stanley kot Tom Ahern
- Page Leong kot Pat Taylor
- Taylor Schilling kot Christine Mendez
- Ashley Wood kot laboratorijska pomočnica
- Barry Livingston kot David Marmor
- Sheila Vand kot Sahar
- Mina Kavani kot Sahar (glas)
- Nikka Far kot Masoumeh Ebtekar
- Omid Abtahi kot Reza
- Karina Logue kot Elizabeth Ann Swift
- Adrienne Barbeau kot Nina
- Fouad Hajji kot Komiteh
- Yuri Sardarov kot Rossi